# March, Baden-Württemberg
March är en kommun i Landkreis Breisgau-Hochschwarzwald i regionen Südlicher Oberrhein i Regierungsbezirk Freiburg i förbundslandet Baden-Württemberg i Tyskland. 
Kommunen bildades 1 december 1973 genom en sammanslagning av kommunerna Buchheim, Holzhausen, Hugstetten och Neuershausen.
Kommunen ingår i kommunalförbundet March-Umkirch tillsammans med kommuen Umkirch.